# Anomala monogramma
Anomala monogramma är en skalbaggsart som beskrevs av Carsten Zorn 2011. Anomala monogramma ingår i släktet Anomala och familjen Rutelidae. Inga underarter finns listade i Catalogue of Life.